# باغ نو شیراز
باغ نو و عمارت آن مربوط به دوره قاجار است و در شیراز، خیابان قرآن (حافظ)، روبروی باغ جهان نما واقع شده. احتمالاً محل کنونی مهمانسرای سعدی است و این اثر در تاریخ ۱۱ شهریور ۱۳۸۲ با شمارهٔ ثبت ۹۸۱۹ به‌عنوان یکی از آثار ملی ایران به ثبت رسیده است.